# Armadillidium quadrifrons
Armadillidium quadrifrons är en kräftdjursart som beskrevs av Stoller 1902. Armadillidium quadrifrons ingår i släktet Armadillidium och familjen klotgråsuggor. Inga underarter finns listade i Catalogue of Life.